# 三浦朝村
三浦 朝村（みうら ともむら、生没年不詳）は、鎌倉時代の武将。通称は小太郎、太郎、兵衛尉。三浦義村の子。

## 略歴
三浦義村の長男として生まれる。建保7年（1219年）1月27日、源実朝が右大臣拝賀で鶴岡八幡宮を訪れた際（実朝暗殺時）に随従している。『承久記』によると、同年6月、朝村は叔父の胤義らと三寅を迎えるため上洛した。 
『吾妻鏡』嘉禎3年（1237年）6月23日の大慈寺開眼供養の供奉を最後に登場せず、弟の泰村をはじめ三浦氏が滅亡した宝治合戦の死者に朝村の名前が記されていないため、合戦以前に他界していたものと思われる。
子に氏村、朝氏、員村、朝信がいる。